# Tempus fugit
Tempus fugit je latinska besedna zveza, ki se običajno prevede kot »čas beži« in tudi »čas leti«.
Izraz izhaja iz vrstice 284 3. knjige Vergilijeve Georgike, kjer je videti kot fugit inreparabile tempus: »čas beži nepovratno«. 
Sed fugit interea fugit irreparabile tempus, singula dum capti circumvectamur amore
Kar se prevede: »Medtem čas beži: čas beži nepovratno, ko tavamo kot ujetniki svoje ljubezni do podrobnosti.«
Izraz po navadi želi opisati zaskrbljenost, da lahko nekdo omejen čas porabi za stvari, ki so malo pomembne.
Besedna zveza se v latinski in slovenski obliki uporablja kot pregovor.

## Uporaba
Tempus fugit se običajno uporablja kot opomin proti lenobi in odlašanju (prim. Carpe diem) in ne kot geslo v prid razuzdanosti.
Stavek je pogost moto, zlasti na sončnih urah in urah na sploh. Uporabljali so ga tudi na nagrobnikih.

### V pop kulturi
V filmu 007 Spectre James Bond uporablja ta izraz, ko detonira uro, ki ima odštevanje ene minute.
V seriji stripov Valérian et Laureline je Tempus Fugit ime vesoljsko-časovne posode junakov. 
Rilès, francoski reper, je sestavil 52 pesmi, vsako napisano v enem tednu. Z zbiranjem prve črke vsakega naslova teh pesmi dobimo: »O sed fugit interea, fugit nepopravljiv tempus, audeamus nunc«. Razkrije jo na koncu svoje 52. pesmi kot sestavljanko svojega ustvarjanja.
V animirani seriji iz leta 1990 o Batmanu lik superzlikovca Clock Kinga na skrivaj imenujejo Temple Fugate.
V televizijski seriji X-Files: At the Frontiers je Tempus fugit dvojna epizoda, ki predstavlja 17. in 18. epizodo 4. sezone televizijske serije.
Tempus fugit je zadnja skladba z albuma Drama skupine Yes, posneta leta 1980.